# Max Chaleil
Pour les articles homonymes, voir Chaleil.
Max Chaleil, né le 16 mai 1937 à Brignon dans le Gard, est un éditeur et un écrivain français.

## Biographie
Max Chaleil est un homme qui revendique son identité, un Gardois protestant cévenol. Venant du plateau de la Margeride, sa famille s'est installée du côté de Nîmes où elle exerce la profession de maraîcher. Mais lui, adore lire et rêve de devenir professeur. De Nîmes à Montpellier où il commence ses études, il monte à Paris en 1965 où il deviendra enseignant après avoir soutenu une thèse sur Lautréamont. À Saint-Germain-des-Prés, il se lie avec Arthur Adamov et Roland Castro et écrira un livre sur la révolution sexuelle avec André Laude.
Il aura alors des activités littéraires et éditoriales multiples multiple chez Stock d'abord, puis chez Balland et Belfond où il crée les Dossiers sur Céline, Breton… Il dirigera ensuite la revue Entretiens avec de grands dossiers sur des écrivains contemporains comme Delteil, Lautréamont, Vailland… Il parviendra à éditer aussi Caran d'Ache en 2002, qu'il avait beaucoup aimé au temps de sa jeunesse.
Il travaillera également pour la radio, la télévision et dirigera les pages culturelles du Nouveau Sud. Sa devise : « La beauté de notre métier ? dit-il malicieusement, choisir de publier ou non ». Créant les éditions des Presses du Languedoc en 1977 et les Éditions de Paris en 1985, il est retourné dans son Languedoc natal et habite maintenant[Quand ?] à Montpellier.
« Max Chaleil a le verbe haut », affirme une journaliste de la revue Réforme. L'éditeur se décrit comme « libertaire » et s'indigne en 2004 lorsque Georges Frêche, nouveau président du conseil régional du Languedoc-Roussillon, ferme le Centre régional des lettres.

## Publications
Ouvrages de Max Chaleil :
- Le sang des justes, vie et mort de Rolland, chef camisard, éditions Les Presses du Languedoc, réédition chez Denoël, 1985, 364 pages,  (ISBN 2-207-23145-3).
- Prostitution, le désir mystifié, éditions Parangon, 2002, 592 pages,  (ISBN 2-84190-093-2) (BNF 39000590) ;
- Le monde de la prostitution : De la violence à l'illusion, t. 1, Éditions de Paris, 2023, 526 p. (ISBN 978-2846213073)
- Le monde de la prostitution : De la violence à l'illusion, t. 2, Éditions de Paris, 2023, 376 p. (ISBN 978-2846213424)

Ouvrages sur Roger Vailland :
- Entretiens, Roger Vailland, ouvrage publié sous la direction de Max Chaleil, avec Biographie, bibliographie et article de Max Chaleil sur Roger Vailland, éditions Subervie, 1970 ;
- Interview d'Élisabeth Vailland par Max Chaleil : Roger Vailland au jour le jour ;
- La transparence et le masque, Max Chaleil, revue Europe, 1988 ;
- Lettres à sa famille, Roger Vailland, présentation et notes de Max Chaleil ;
- Portrait de Roger Vailland, De l'évolution.

Divers :
- Le Petit livre rouge de la révolution sexuelle, choix de textes par André Laude et Max Chaleil ;
- Questions à la police, Gérard Monate, entretiens avec Max Chaleil ;
- Léonce, la mémoire du village, Léonce Chaleil, éditions Max Chaleil et De Borée, 22 octobre 2008, 504 pages ;
- La mémoire du village, souvenirs, Léonce Chaleil, éditions Max Chaleil, 19 juin 1998,  (ISBN 2-905291-75-3) (BNF 36988922), réédité par Payot et France-Loisirs ;
- Et Rome s'enfonça dans la nuit, Gilles Cosson, éditions Max Chaleil,  (ISBN 9782846212502).